# Cuscuta approximata
Cuscuta approximata là một loài thực vật có hoa trong họ Bìm bìm. Loài này được Bab. mô tả khoa học đầu tiên năm 1844.